# Chalceus
Chalceus és un gènere de peixos de la família dels caràcids i de l'ordre dels caraciformes.

## Taxonomia
- Chalceus epakros (Zanata & Toledo-Piza, 2004)[2]
- Chalceus erythrurus (Cope, 1870)[3]
- Chalceus fasciatus (Jardine & Schomburgk, 1841)
- Chalceus flavicolis (Posada, 1909)
- Chalceus guaporensis (Zanata & Toledo-Piza, 2004)[2]
- Chalceus heterolepis (Fowler, 1907)
- Chalceus latus (Jardine a Schomburgk, 1841)
- Chalceus macrolepidotus (Cuvier, 1817)[4]
- Chalceus pellegrini (Puyo, 1943)
- Chalceus spilogyros (Zanata & Toledo-Piza, 2004)[2]
- Chalceus taeniatus (Jardine & Schomburgk a Schomburgk, 1841)[5][6][7][8][9][10][11]